# Che farò senza Euridice
Pour les articles homonymes, voir Eurydice (homonymie).
Che farò senza Euridice (littéralement Que ferai-je sans Eurydice) est un air célèbre de l'opéra Orfeo ed Euridice composé par Gluck sur un livret de Ranieri de' Calzabigi. Il se situe à l'acte III, c'est-à-dire vers la fin de l'œuvre. Orphée y chante sa douleur de voir la mort s'emparer une nouvelle fois de son épouse Eurydice.
| Texte italien | Adaptation en français |
| --- | --- |
| ORFEO Che farò senza Euridice Dove andrò senza il mio ben? Euridice! Euridice! Oh Dio! Rispondi! Io son pure il tuo fedel! Euridice! Euridice! Ah! non m'avanza Più soccorso, più speranza, Né dal mondo, né dal ciel! Che farò senza Euridice? Dove andrò senza il mio ben | ORPHÉE J'ai perdu mon Eurydice, Rien n'égale mon malheur. Sort cruel, quelle rigueur ! Rien n'égale mon malheur, Je succombe à ma douleur. Eurydice... Eurydice... Réponds ! Quel supplice ! Réponds-moi ! C'est ton époux fidèle; Entends ma voix qui t'appelle... J'ai perdu mon Eurydice, etc. Eurydice... Eurydice... Mortel silence, vaine espérance, Quelle souffrance ! Quels tourments déchirent mon cœur ! J'ai perdu mon Eurydice, etc. |

Dans le Dictionnaire des opéras, de Félix Clément et Pierre Larousse, on lit : « Toutes les formes de langage ont été épuisées pour louer la stupeur de la douleur, la passion, le désespoir exprimé dans ce morceau sublime. »
Louise Kirkby Lunn, qui a créé en 1905 le rôle d'Orfeo en anglais et dont on considère que c'est l'un de ses meilleurs rôles, a enregistré l'aria dans  sa version italienne sur un disque dès 1915,.